# محطة دسرت سنلايت للطاقة الشمسية
محطة دسرت سنلايت للطاقة الشمسية (بالإنجليزية: Desert Sunlight Solar Farm)‏ هي حاليا أكبر محطة لإنتاج الكهرباء من الطاقة الشمسية في العالم، تبلغ قدرتها 550 ميجاواط وهي تعمل بواسطة الألواح الضوئية التي تحول الطاقة الشمسية إلى طاقة كهربائية مباشرة. أقيمت المحطة في صحراء موجافي في كاليفورنيا. وهي تستخدم نحو 8و8 مليون من ألواح تيلوريد الكادميوم في هيئة خلايا رقيقة شمسية تقوم بصنعها شركة فرست سولار. افتتحت المحطة في فبراير 2015 وأصبحت طبقا لقائمة أكبر محطات الألواح الضوئية في العالم من أكبر تلك المحطات.

## تفاصيل المشروع
أنشئت المحطة على مرحلتين. تبلغ قدرة المرحلة الأولى نحو 300 ميجاواط على أن تباع إلى شركة «باسيفيك جاس أند إليكتريك». وقدرة المرحلة الثانية تبلغ 250 ميجاواط وسوف تقتنيها شركة «سوثرن كاليفورنيا إديسون».
وتبلغ مساحة الأرض المغطاة بالألواح الضوئية نحو 3800 فدان (1540 هكتار) في صحراء كاليفورنيا بالقرب من «المحمية الوطنية يوشوا تري». بدأ بناء المحطة في سبتمبر 2011 وأنتهى انشاؤها بالكامل في يناير 2015.
دعمت وزارة الطاقة المشروع بمبلغ 1.46 مليار دولار أمريكي.

## تأثيرات على البيئة
أصدر "اتحاد المحافظة على المحميات الوطنية: تقريرا في عام 2012 يختار فيه قلاثة مواقع لغنشاء محطات كهرباء تعمل بالطاقة الشمسية عل بعد 8 كيلومتر من المحمية الوطنية في صحراء كاليفورنيا، وكان من ضمنها موقع دسرت سنلايت للطاقة الشمسية. وبينت المجموعة أن بعض التأثيرات سوف تحدث في المنطقة بعد إنشاء المشروع وهي مسائل تتعلق بحياة حيوانات تلك المنطقة.
وتذكر مجلة التايم الصادرة بتاريخ 9 ماس 2015 الفوائد التالية باعتبار أن محطة توباز سولار فارم للطاقة الشمسية تعمل بنفس قدرة محطة دسرت سنلايت البالغة 550 ميجاوط، فيكون مجمل حصيلتيهما كالآتي:
- طاقة كهربائية تكفي 340.000 بيتا بالكهرباء،
- خفض إنتاج ثاني أكسيد الكربون بمقدار ما تستهلكة 130.000 سيارة، حيث أن إنتاج الطاقة من الطاقة الشمسة لا تصدر منه انبعاثات تضر البيئة.

ويفكر المسؤولون في الولايات المتحدة الأمريكية في إنشاء 29 محطة أخرى ومن ضمنها 8 تنشأ حاليا في كاليفورنيا ونيفادا.

## الألواح الضوئية
تغطي الواح ضوئية مساحة 3800 فدان لإنتاج الققدرة البالغة 550 ميجاواط. مساحة كل لوح ضوئي 2و1 متر في 6و0 متر. كل منها مغطى بطبقة رقيقة من الزجاج تمتص اشعة الشمس وتنتج إلكترونات وتيار كهربائي يسير في اسلاك خلف كل لوح ضوئي. تجمع تلك الأسلاك في كابلات ثم يحول التيار المستمر الناشيء فيها إلى تيار متردد عن طريق محولات ويتم توصيلها إلى الشبكة العمومية. ينتج كل لوح من الألواح الضوئية بين 90 إلى 100 واط. ويبلغ عدد الألواح 8 ملايين لوح ضوئي.
كانت الألواج الضوئية في الماضي تنتج من السيليكون الذي له كفاءة اعلى في إنتاج الكهرباء من الأشعة الشمسية، إلا أن تكاليف إنتاجه كانت باهظة ومن الصعب إنتاجها بأعداد ضخمة. ولكن شركة «فرست سولار» التي اشترت حق بناء دسرت سنلايت في عام 2010 تركت السيليكون وطورت طريقة «الفلم الرقيق» المطعمة بتوليريد الكادميوم وهي أرخص في صناعتها ولكن كفاءتها أقل من كفاءة الألواح السيليكونية في أنتاج التيار الكهربائي.
يظل إنتاج الألواح الضوئية المصنوعة بطريقة الفلم الرقيق ارخص سعرا طالما كان إنتاج اللأواح السيليكونية عالي. وفي عام 2011 هبط سعر الألواح السيليكونية سريعا حيث أن حكومة الصين غمرت الأسواق العالمية بإنتاجها المدعم من الحكومة، وقد أدى ذلك إلى خسارة لمصانع في أوروبا والولايات المتحدة، حتى أن بعضها أفلس وأغلق. ولكن «فرست سولار» First Solar تنتج إنتاجها من الأفلام الرقيقة في الولايات المتحدة وماليزيا، وتعتمد عل تصنيعها الآلي. كما حسنت الشركة من كفاءة ألواحها الضوئية المصنوعة في شكل «فلم رقيق».

## مشروعات في كاليفورنيا
تعمل ولاية كاليفورنيا على استيفاء قرارات الحكومة الأمريكية بزيادة الطاقة المنتجة من الطاقة المتجددة لكي تصل إلى 33% من مجمل الطاقة المنتجة بالطرق المعتادة حتى عام 2020. من ضمن تلك المشروعات تفكر «شركة فرست سولار» في إنشاء محطة جديدة أكبر تبلغ قدرتها 750 ميجاواط في منطقة «رفيفرسايد» بكاليفورنيا، حيث تصل درجة حراتة المنطقة 40 درجة مئوية صيفا و 18 درجة مئوية شتاءا. ولكن ليس من المعروف ما هي طريقة تخزين الطاقة الكهربائية المنتجة لاستخدامها ليلا عنما تختفي الشمس.

## اقرأ أيضا
| - محطة توباز سولار فارم للطاقة الشمسية - لوح ضوئي جهدي - رقيقة خلية شمسية - رقيقة تيلوريد كادميوم شمسية - خلية ضوئية جهدية - تأثير ضوء جهدي | - خلية شمسية - ظاهرة كهروضوئية - قوة شمسية - خلية ضوئية جهدية متعددة الوصلات - محطات طاقة شمسية جهدية - محطة فالدبولينتز للطاقة الشمسية - محطة مورا للطاقة الشمسية - محطة أوميديلا للطاقة الشمسية - محطة ستراسكيرشن الشمسية |  |